# Renato do Posto
Renato da Costa Melo, mais conhecido como Renato do Posto, foi um político do Rio de Janeiro.
Ex-deputado estadual, Renato do Posto era membro de uma familia de politicos influentes que residem em Guapimirim. Seu filho, Júnior do Posto, era prefeito de Guapimirim, onde assumiu o cargo depois que o candidato a prefeito da Chapa, Nelson do Posto (Irmão de Renato do Posto), foi inpugnado.
Com a posse de Junior, Renato ocupava o cargo de Secretário de Planejamento da Cidade, quando em 12 de março de 2009, foi assassinado em sua residência, no bairro Parque das Águas.